# Skarð
Skarð (IPA: [ˈskɛaɹ], danska: Skår) är en övergiven by på Kunoys östra kust i regionen Norðoyar i Färöarna. Den 23 december 1913 omkom byns sju arbetsföra män under en fisketur. De män som blev kvar i byn var en liten pojke och en äldre man, och tillsammans med byns kvinnor flyttade dessa mellan 1913-1919 till Haraldssund, cirka sju kilometer längre söderut på ön. Idag finns ingen bebyggelse kvar på orten, men grundmurarna finns kvar. Intill ruinerna rinner bäcken Skarðsá ner mot havet.
Från Skarð har man utsikt mot Skálatoftir på Borðoy, en ort som likt Skarð också är obebodd.
För att komma till Skarð finns två vandringsleder. Den ena går mot byn Kunoy via Skarðsgjógv. Denna led går genom en sluttning och svårtillgänglig terräng med stigning på 600 meter. Den andra stigen går längs kusten till Haraldssund. Inne i byn finns en liten stuga som används av vandrarna, där det finns en gästbok och en historisk berättelse om byn.

## Personer från Skarð
- Símun av Skarði (1872–1942), högskolelärare, politiker och författare. Skrev dikten Mítt alfagra land, som är Färöarnas nationalsång.